# Blackstones förhållande

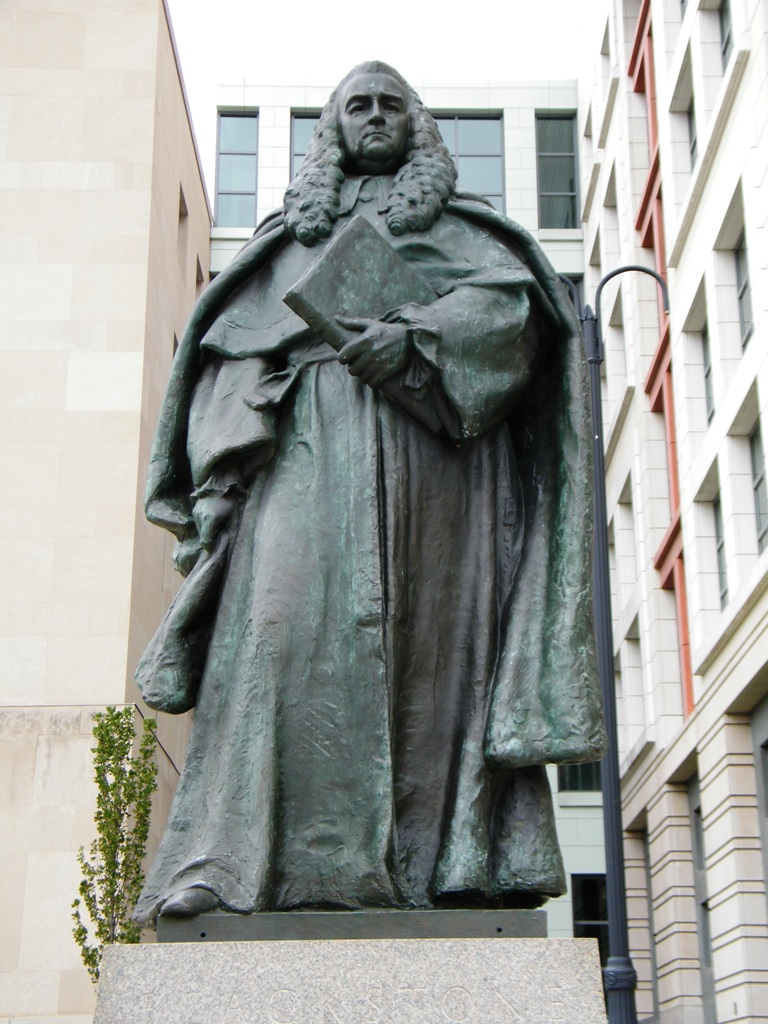
William Blackstone formulerade tanken. En staty av honom är placerad i Washington, D.C..

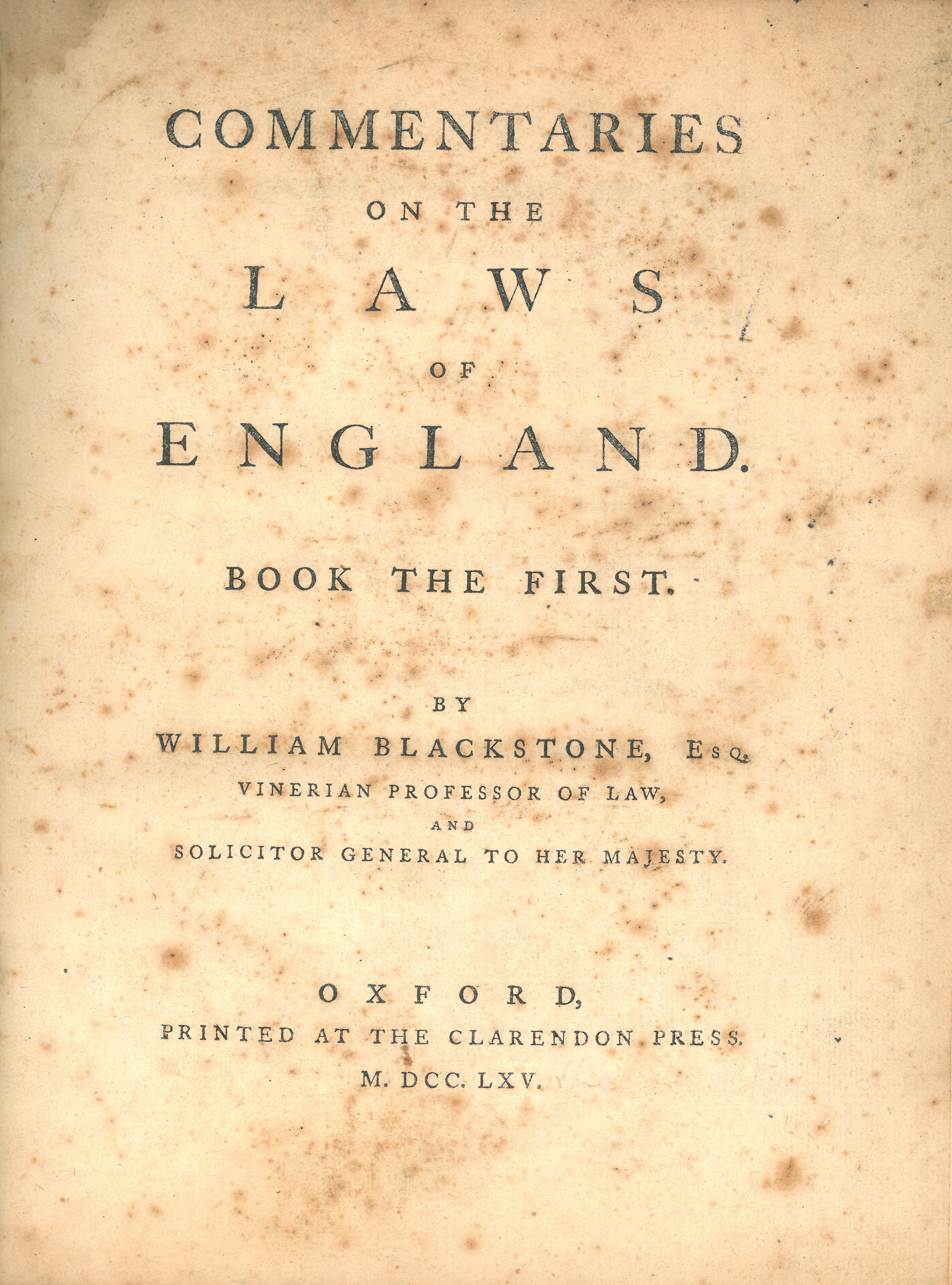
Titelsidan för Commentaries on the Laws of England som började publiceras 1765 (M.DCC.LXV.).

Blackstones förhållande eller Blackstones formulering (engelska: Blackstone's ratio eller Blackstone's formulation), inom straffrätt, är tanken att:
| ”                                                         | Det är bättre att tio skyldiga personer undkommer straff än att en oskyldig person tar skada. | „ |
| – William Blackstone, Commentaries on the Laws of England |                                                                                               |   |

Den formulerades av den engelske juristen William Blackstone i hans främsta verk Commentaries on the Laws of England som publicerades på 1760-talet.
Idén kom att bli en grund för juridiskt tänkande i anglosaxiska jurisdiktioner och debatteras fortfarande. Liknande tankar, att staten och domstolarna ska fela till fördel för oskyldiga, har förekommit i hundratals år och i olika juridiska traditioner.
När John Adams försvarade brittiska soldater anklagade för mord för deras medverkan i Bostonmassakern sade han att "det är viktigare för samhället att oskyldiga skyddas än att skyldiga straffas; för skuld och brott är så vanliga att alla inte kan straffas; och ofta inträffar brott på ett sätt att konsekvenserna för allmänheten är små, oavsett om de straffas eller inte. Men när oskyldiga ställs inför rätta och döms, särskilt om de döms till döden, kommer de att utbrista 'Det spelar ingen roll om jag uppför mig väl eller illa; för dygd i sig är ingen säkerhet.' Och om en sådan uppfattning fäster sig i deras sinnen då är det slutet för all säkerhet över huvud taget."

## Fotnoter